# 上矢田交差点
上矢田交差点（かみやだこうさてん）は、福島県いわき市常磐上矢田町にある国道6号常磐バイパスと国道49号平バイパスを接続する立体交差点である。また、国道49号の起点となっている。

## 概要

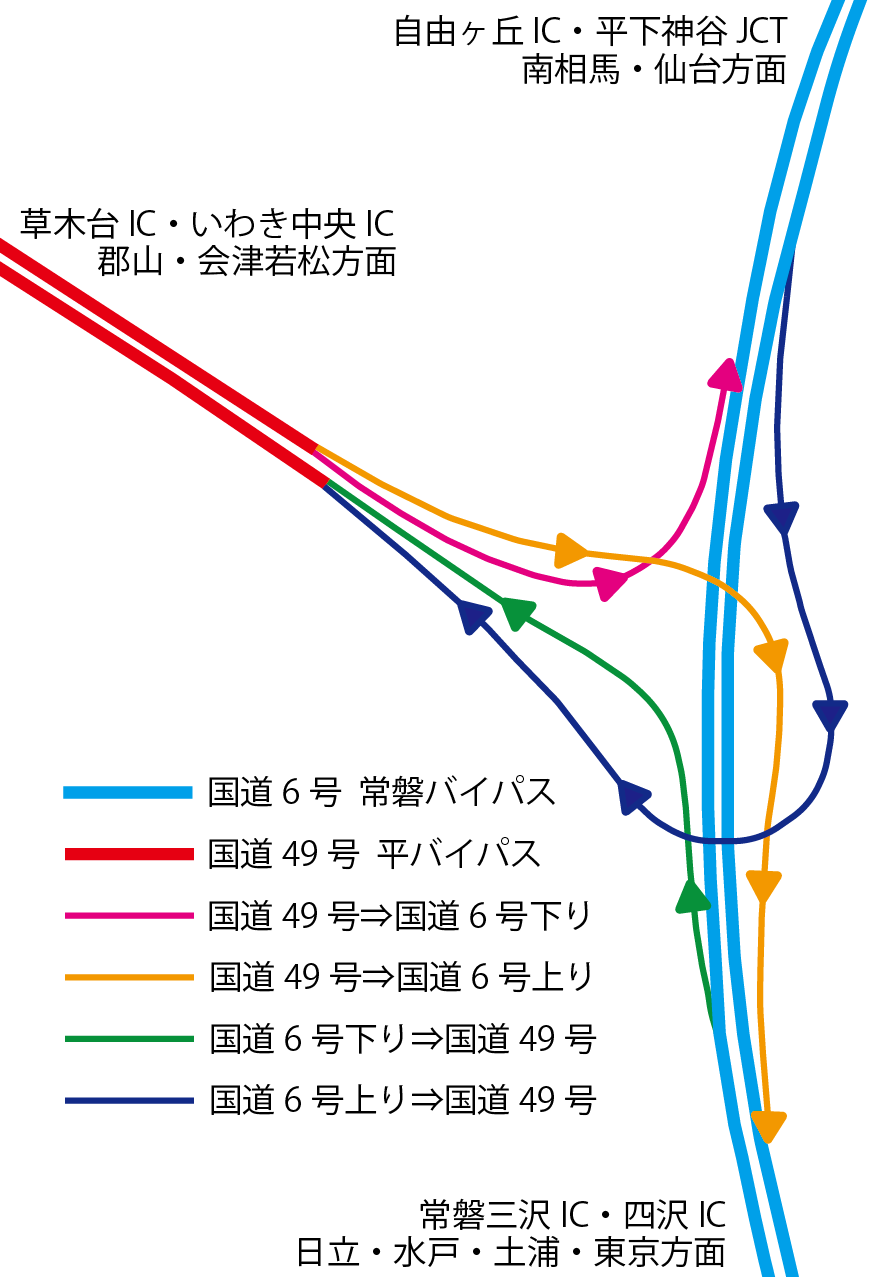
常磐上矢田ジャンクションのルート

国道49号平バイパスの開通により設置された上矢田交差点を立体交差化したものである。平面交差点自体は福島県屈指の渋滞ポイントであったが、開通からわずか7年で立体交差事業を行い、慢性化した渋滞は一気に解決した一方、国道49号側では草木台上荒川ICで、国道6号側では林城交差点を先頭とする渋滞が慢性化、追突事故も度々発生している。
平面交差で供用されていた交差点を立体交差化すること、またコンパクトなジャンクションとして設計するため、跨道橋が外側に2本ある変形Y字型2層構造のジャンクションとなっている。限られた用地で跨道橋が立体交差の高さを稼ぐため外側に大きく迂回している。国道49号から国道6号へ通行する場合は、通常とは左右反対の車線（日立・水戸方面＝上り線は左車線、南相馬・仙台方面＝下り線は右車線）を通ることになる。なお国道49号上り線の路面及び標識看板にはカラーリング塗装がされている。

## 接続している路線
- 国道6号常磐バイパス
- 国道49号平バイパス

## 歴史
- 1995年（平成7年）9月4日：国道49号平バイパスの常磐上矢田交差点 - 番匠地交差点間開通に伴い、平面交差による供用開始。
- 2002年（平成14年）12月17日：立体交差事業完了。

## 隣
国道6号 常磐バイパス
常磐三沢IC - 上矢田交差点 - 自由ヶ丘IC
国道49号 平バイパス
上矢田交差点 - 草木台上荒川IC